# Litteraturöversikt
En litteraturöversikt (även forskningsöversikt, forskningssammanfattning, litteraturstudie, översiktsarbete, översiktsartikel, eller bara översikt) är en vetenskaplig artikel som sammanfattar flera originalstudier eller primärkällor. Ett litteraturöversikt utgör på så sätt en sekundärkälla. Inom vetenskapen är det mycket vanligt att skriva litteraturöversikter för att sammanfatta ett forskningsfält, och det är vanligt att seniora forskare skriver litteraturöversikter. En sådan översikt kan välja fritt vad den inkluderar för källor, och behöver inte inkludera alla eller specifika studier. 
Systematiska översiktsarbeten (även systematisk översiktsartikel) är när man använder en systematisk metod för att försöka identifiera, värdera, välja ut och syntetisera allt högkvalitativt forskningsbevis som är relevant för den fråga som ställs. Till skillnad från översiktsartikeln finns här ett större krav att de inkluderade studierna avser en specifikt formulerad forskningsfråga, och har identifierats, valts ut och bedömts kritiskt med systematiska och tydligt beskrivna metoder. Statistiska metoder (metaanalys) används ibland för att analysera och sammanfatta resultaten av de inkluderade studierna.
Cochrane är en internationell organisation som skapar systematiska översikter och som är ledande i att utveckla de metoder som används när dessa skapas. Organisationen riktar sig till alla som är intresserade av information med hög kvalitet för att ta beslut om hälsa och sjukdom.
Cochrane har också en stor samling systematiska översikter i Cochrane Library som innehåller både vetenskapliga och populärvetenskapliga sammanfattningar av olika behandlingar och sjukdomstillstånd – som är öppna för alla att läsa.
Epistemonikos har en stor databas som sammanställer flera systematiska översikter inom samma område och behandling.